# Le Puy (Gironde)
Le Puy település Franciaországban, Gironde megyében. Lakosainak száma 394 fő (2022. január 1.). Le Puy Saint-Ferme, Coutures, Dieulivol, Monségur és Saint-Sulpice-de-Guilleragues községekkel határos.

## Népesség
A település népességének változása:
| Lakosok száma | 366  | 257  | 281  | 360  | 375  | 390  | 403  | 407  | 403  | 394  |
|               | 1968 | 1982 | 1990 | 2006 | 2013 | 2015 | 2017 | 2019 | 2020 | 2022 |